# Maurice Dobigny
Maurice Dobigny, né le 19 octobre 1935 à Calais, est un joueur français de hockey sur gazon, de 1,82 m pour 71 kg, ayant évolué au poste de gardien de but.
Il est membre du comité directeur et secrétaire du LMHC.

## Palmarès
- 53 sélections en équipe de France, durant 9 ans ;
- Capitaine de l'équipe de France ;
- Considéré comme le meilleur gardien mondial en janvier 1965 (voir infra., référence INA) ;
- Participation aux Jeux olympiques d'été à Rome en 1960 (10e) ;
- Participation à la 1re victoire de l'équipe de France sur celle de l'Inde, en janvier 1965 lors d'une tournée de cinq semaines dans ce pays (avec au programme 11 matchs face à l'équipe nationale indienne) ;
- Champion de France sur gazon avec le Lille Métropole Hockey Club (LMHC, où il arrive durant la saison 1963/1964 après avoir évolué à Paris) : en 1964, 1965, et 1966 ;
- Champion de France en salle avec le LMHC: 1970, 1971, et 1974 ;
- Coupe de France de hockey sur gazon avec le LMHC: à deux reprises (dont 1977).